# Arslan Ash
Arslan Ash（アルスラーン・アッシュ、1995年8月20日 - ）は、パキスタン・ラホール出身のプロゲーマー。レッドブルアスリート。Twisted Minds所属。おもに鉄拳シリーズをプレイする。

## 来歴
ラホールのゲームセンターで実力を蓄え、国内ではトップクラスのプレイヤーとみなされていた。しかしパキスタンの情勢のためビザが出づらいこと、さらに金銭面の問題もあり国外の大会に出場することが難しく、国際的には無名であった。
2018年、アラブ首長国連邦のドバイで行われたOUG Tournament 2018の鉄拳7部門に出場し、決勝で韓国の強豪Kneeを破り優勝した。
2019年、日本の福岡市で開かれたEVO Japanに初出場し優勝した。鉄拳シリーズの強豪国と認知されていなかったパキスタンの選手が大規模大会を優勝したことで、一般誌に特集記事が組まれるなど大きく注目を集めた。
同年、アメリカ合衆国のラスベガスで行われたEVOに初出場し優勝した。
これらの活躍により、ESPNが表彰する2019年のeスポーツ界のベストプレイヤーに選ばれた。
2021年、優勝賞金15000ドルの新規大会であるWePlay Ultimate Fighting League season 1に招待され優勝した。
2023年4月、EVO Japan2023で再び優勝した。

7月、サウジアラビアで行われた国別団体戦大会のGamers8 2023鉄拳7部門で、同郷のAtif ButtとKhanとともに優勝し賞金50万ドルを獲得した。

8月、EVO2023で再び優勝した。
2024年1月、TEKKEN World Tour 2023 Global Finalsで優勝し、EVO JapanとEVOと併せて2023年度の大規模大会をすべて優勝する快挙を達成した。
同年1月26日に鉄拳8が発売されてからは鉄拳8の競技シーンに参戦している。同年8月、EVO2024の鉄拳8部門で優勝した。
また、THE KING OF FIGHTERS XVでも、EVO2022KOFXV部門で9位となるなど強豪の一人である。

## 主な戦績

### 鉄拳8
- EVO 2024、2025 優勝

### 鉄拳7
- EVO Japan 2019 優勝
- EVO 2019 優勝
- WePlay Ultimate Fighting League season 1 優勝
- CEO（英語版） 2021 Fighting Game Championships 優勝[17]
- Combo Breaker 2022 優勝[18]
- EVO Japan 2023 優勝
- Combo Breaker 2023 優勝[19]
- Gamers8 2023 優勝（チームメイト：Atif Butt、Khan）
- EVO 2023 優勝
- TEKKEN World Tour 2023 Global Finals 優勝

### THE KING OF FIGHTERS XV
- Combo Breaker 2022 3位[18]
- EVO 2022 9位
- Combo Breaker 2023 3位[19]
- CEO 2023 5位[20]